# Liste der Bodendenkmäler in Heldenstein
Auf dieser Seite sind die Bodendenkmäler in der oberbayerischen Gemeinde Heldenstein zusammengestellt. Diese Tabelle ist eine Teilliste der Liste der Bodendenkmäler in Bayern. Grundlage ist die Bayerische Denkmalliste, die auf Basis des Bayerischen Denkmalschutzgesetzes vom 1. Oktober 1973 erstmals erstellt wurde und seither durch das Bayerische Landesamt für Denkmalpflege geführt wird. Die folgenden Angaben ersetzen nicht die rechtsverbindliche Auskunft der Denkmalschutzbehörde.

## Bodendenkmäler in Heldenstein
| Lage       | Objekt | Akten-Nr.     | Bild |
| ---------- | --- | ------------- | ---- |
| (Standort) | Ringwall des frühen Mittelalters mit vorgelagerten Außenwerken. | D-1-7740-0013 |      |
| (Standort) | Ringwall des frühen Mittelalters. | D-1-7740-0014 |      |
| (Standort) | Ringwall des frühen Mittelalters. | D-1-7740-0015 |      |
| (Standort) | Verebneter Burgstall des hohen oder späten Mittelalters. | D-1-7740-0053 |      |
| (Standort) | Verebneter Burgstall des hohen oder späten Mittelalters. | D-1-7740-0054 |      |
| (Standort) | Verebnete Viereckschanze der späten Latènezeit. | D-1-7740-0055 |      |
| (Standort) | Grabhügel vorgeschichtlicher Zeitstellung. | D-1-7740-0061 |      |
| (Standort) | Siedlung vor- und frühgeschichtlicher Zeitstellung. | D-1-7740-0205 |      |
| (Standort) | Untertägige mittelalterliche und frühneuzeitliche Befunde im Bereich der katholischen Pfarrkirche St. Rupert in Heldenstein und ihrer Vorgängerbauten.                                            | D-1-7740-0207 |      |
| (Standort) | Untertägige mittelalterliche und frühneuzeitliche Befunde im Bereich der katholischen Filialkirche St. Petrus in Weidenbach und ihres Vorgängerbaus.                                              | D-1-7740-0209 |      |
| (Standort) | Untertägige spätmittelalterliche und frühneuzeitliche Befunde im Bereich der katholischen Filialkirche St. Johannes der Täufer in Haigerloh und ihres Vorgängerbaus.                              | D-1-7740-0211 |      |
| (Standort) | Untertägige mittelalterliche und frühneuzeitliche Befunde im Bereich der katholischen Filialkirche St. Nikolaus in Niederheldenstein.                                                             | D-1-7740-0217 |      |
| (Standort) | Untertägige mittelalterliche und frühneuzeitliche Befunde im Bereich der katholischen Filialkirche St. Georg in Lauterbach.                                                                       | D-1-7740-0219 |      |
| (Standort) | Straße der römischen Kaiserzeit (Teilstück der Trasse Augsburg–Wels). | D-1-7740-0266 |      |
| (Standort) | Siedlung der Bronzezeit, der Urnenfelderzeit und der Hallstattzeit, Brandbestattungen der Hallstattzeit und Kreisgräben vorgeschichtlicher Zeitstellung sowie Verhüttungsplatz der Hallstattzeit. | D-1-7740-0268 |      |
| (Standort) | Untertägige frühneuzeitliche Befunde im Bereich der katholischen Wallfahrtskirche Maria Schnee in Kirchbrunn.                                                                                     | D-1-7740-0272 |      |
| (Standort) | Viereckiges Grabenwerk vorgeschichtlicher Zeitstellung. | D-1-7740-0280 |      |
| (Standort) | Abschnittsbefestigung vor- und frühgeschichtlicher Zeitstellung. | D-1-7740-0281 |      |